# کیم اونگ سو (بازیگر)
این یک نام کره‌ای است؛ نام خانوادگی کیم است.
کیم اونگ سو (کره‌ای: 김응수؛ زادهٔ ۱۲ فوریه ۱۹۶۱) بازیگر اهل کره جنوبی است.

## فیلم‌شناسی
- منتخب فیلم‌شناسی

### فیلم
- هوانگ جین یی (۲۰۰۷)
- گابی (۲۰۱۲)
- کهنه‌سرباز (۲۰۱۵)

### مجموعه تلویزیونی
- نقاش باد (اس‌بی‌اس، ۲۰۰۸)
- شکارچیان برده (کی‌بی‌اس۲، ۲۰۱۰)
- کیمیاگر (اس‌بی‌اس، ۲۰۱۱)
- درختی با ریشه عمیق (اس‌بی‌اس، ۲۰۱۱)
- افسانه خورشید و ماه (ام‌بی‌سی، ۲۰۱۲)
- دکتر جین (ام‌بی‌سی، ۲۰۱۲)
- افسانه اوک‌نیو (ام‌بی‌سی، ۲۰۱۶)
- مدیر خوب (کی‌بی‌اس۲، ۲۰۱۷)
- مدرسه ۲۰۱۷ (کی‌بی‌اس۲، ۲۰۱۷)
- آقای آفتاب (تی‌وی‌ان، ۲۰۱۸)
- دوست‌داشتنی وحشتناک (کی‌بی‌اس۲، ۲۰۱۸)